# Infield fly
Infield fly – zagranie w baseballu, po którym piłka odbita przez pałkarza wysoko w górę (fly ball) może zostać z łatwością złapana przez jednego z graczy obrony znajdującego się w momencie uderzenia w części boiska zwanej infield. Jeśli zostanie ogłoszony infield fly, pałkarz zostaje automatycznie wyautowany bez względu na to, czy piłka została chwycona w locie czy upadła na ziemię.
Aby doszło do infield fly musi zostać spełnionych kilka warunków:
- drużyna odbijająca ma najwyżej jeden aut na koncie,
- podczas uderzenia zajęte są bazy pierwsza i druga lub pierwsza, druga i trzecia,
- to, czy piłka może zostać złapana "z łatwością", musi ocenić sędzia, a swoją decyzję oznajmia głośnym: "Infield fly."

Po wyautowaniu pałkarza w wyniku infield fly obowiązują te same zasady, co przy zwykłym aucie (lub próbie autu) z powietrza: gracz, który opuścił swoją bazę przed tym, jak piłka została chwycona w powietrzu, musi wrócić i dotknąć jej ponownie, zanim ruszy do kolejnej bazy; jeśli piłka opadła na ziemię, gracz nie ma obowiązku powrotu do bazy.
Przepis został wprowadzony w 1895 roku, by uniknąć celowego upuszczania opadającej piłki przez graczy obrony (w pobliżu infield jest ich zazwyczaj sześciu), w wyniku którego pałkarz i zajmujący bazy byli zmuszeni do biegu i w ten sposób łatwo eliminowani (często podwójnymi i potrójnymi autami).